# Maria Bildstein

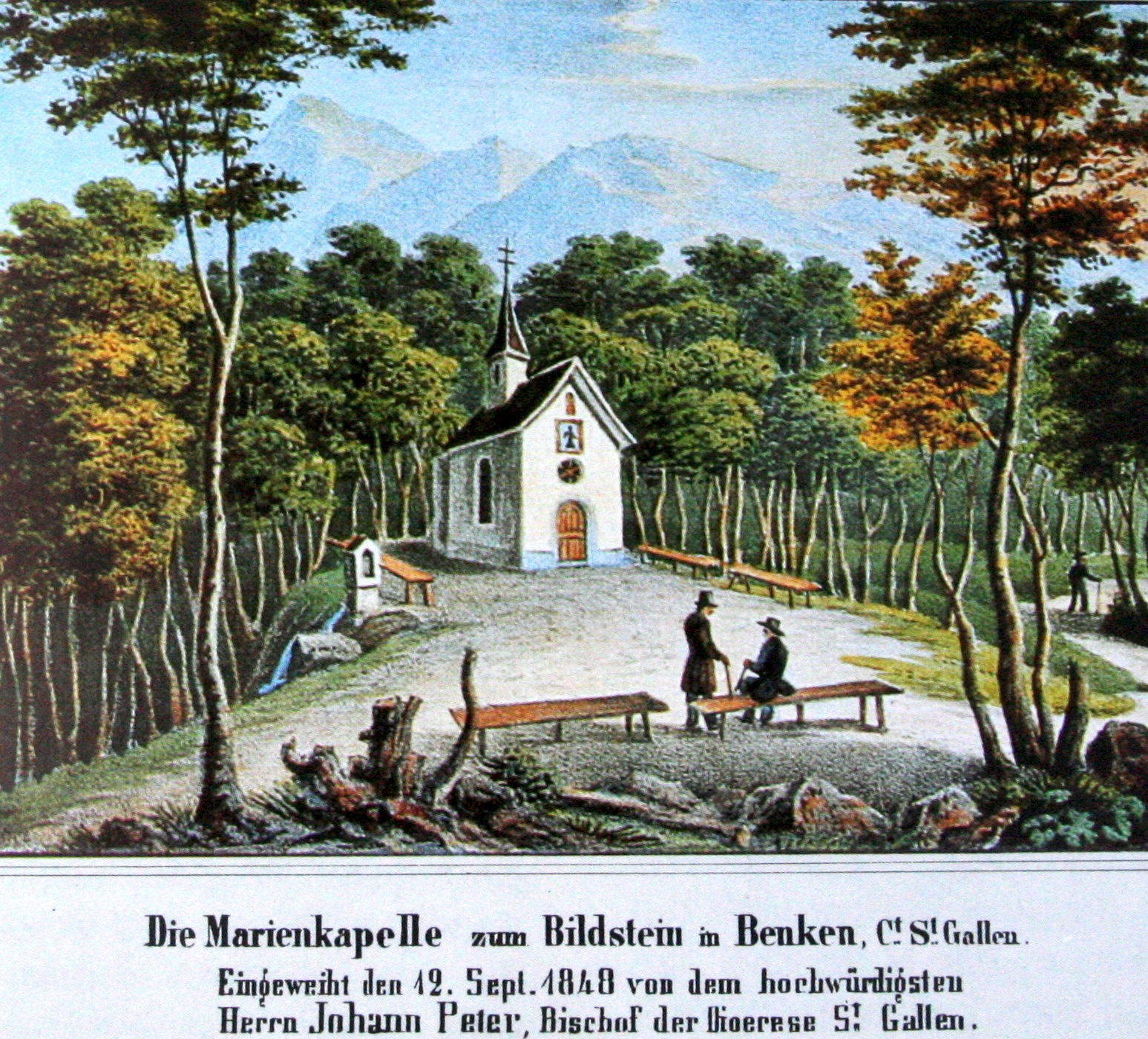
Darstellung von 1848

Maria Bildstein ist ein Marienwallfahrtsort auf dem Benkner Büchel bei Benken im schweizerischen Kanton St. Gallen. Er verfügt über eine Wallfahrtskirche, einen Kalvarienberg, einen Bilderhort, ein Priesterhaus sowie zahlreiche Grotten und Kapellen.

## Geographie
Der Wallfahrtsort liegt auf 528 m ü. M. auf der Ostseite des Benkner Büchels mitten im Wald und ist über mehrere Wanderwege oder die Zufahrtsstrasse von Benken zu erreichen.

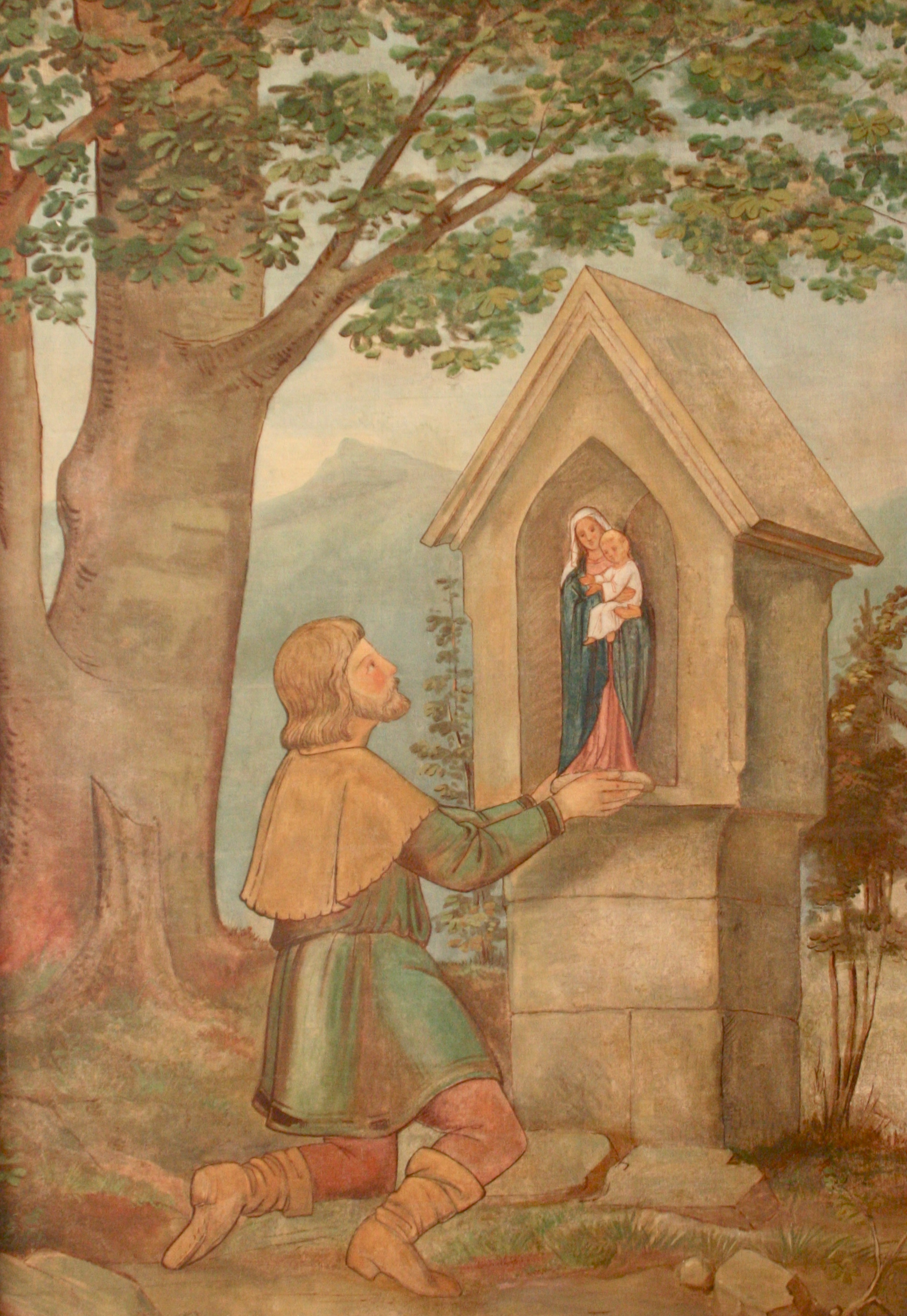
Johann Heinrich Jud und seine Marienstatue

## Geschichte
Der Wallfahrtsort wurde 1519 mit dem Bau eines kleinen Bildstocks für eine Madonnen-Figur gegründet. Die Gründung soll auf den Meisterknecht des Klosters Schänis Johann Heinrich Jud zurückgehen, der der Heiligen Maria dieses Opfer vermutlich zur Abwendung der Pestepidemie darzubringen gedachte. Der spätere Übername «Gfrörer-Chappeli» ist im Zusammenhang mit dem jahrhundertelangen Problem des in der Linthebene grassierenden und damals als «Gfrörer» bezeichneten Sumpffiebers zu sehen.
Bereits im 18. Jahrhundert entstand neben dem Bildstock eine kleine Pilgerkapelle und um 1830 eine grössere Gebetskapelle. Unter Federführung des Benkner Kaplans Alois Widmer (1813–1867) wurde Maria Bildstein 1848 mit der ersten steinernen Kapelle „Unserer Lieben Frau vom Siege“ zum grösseren Wallfahrtsort ausgebaut. Eine 1884 von Clemens Steiner erbaute üppig ausgestattete Wallfahrtskapelle musste 1956 einer grossen Wallfahrtskirche mit Krypta weichen. Die künstlichen Grotten und Kapellen sowie der Kalvarienberg gehen auf die Initiative Johann Anton Hafners  (1862–1929) zurück.
2019 feiert der Wallfahrtsort das 500-Jahr-Jubiläum. Dabei wird das neue Werk der St. Galler Künstlerin Marlies Pekarek «Maria mit Kind in einem Waldgarten» als Erweiterung der Grotten- und Kreuzweganlagen eingeweiht. Zudem werden Freilichtspiele direkt vor der Wallfahrtskirche stattfinden. Der Autor des Stücks ist Paul Steinmann.

## Sehenswürdigkeiten

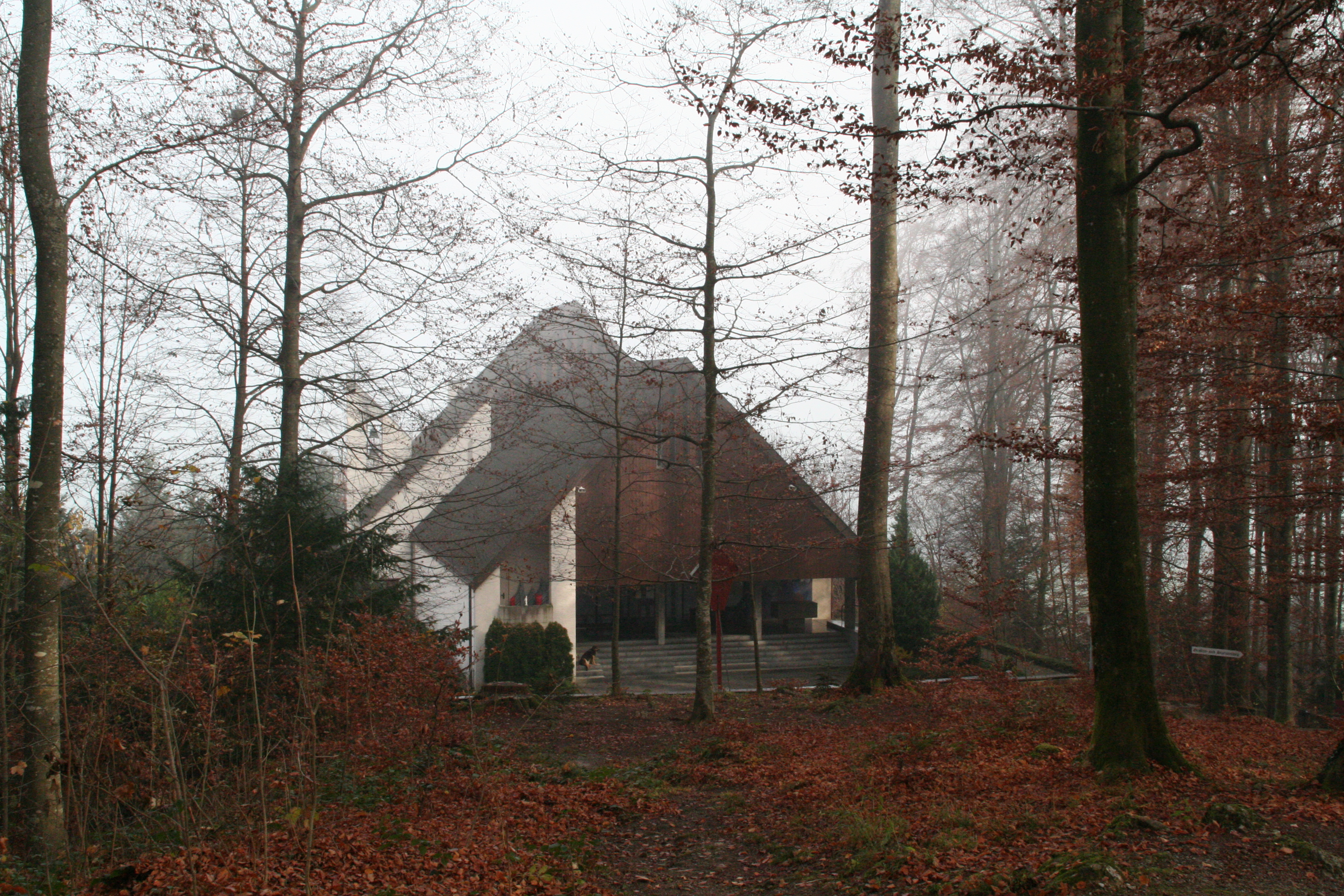
Wallfahrtskirche

### Wallfahrtskirche
Die Wallfahrtskirche im Wald wurde nach Plänen von Hans Burkard 1965–66 errichtet. Der zweischiffige Bau mit seitlichem Glockenturm verfügt über eine gedeckte Vorhalle. Der Hochaltar mit dem zugekauften spätgotischen Gnadenbild  „Maria mit dem Kinde“ dominiert den Raum. Im Seitenschiff ist die barocke Holzstatuette des „Christus an der Geisselsäule“ platziert, die schon seit 1740 in Maria Bildstein steht. Die Krypta ist mit Glasmalereien von Jost Blöchliger ausgestattet. Neben dem Vesperbild von 1884 ist hier auch der ursprüngliche Bildstock mit der Marienstatue von 1519 aufgestellt. Der Vorplatz der Kirche ist mit mehreren Reihen von Steinbänken für Wallfahrten versehen.
Im Sommer 2014 wurde die Kirche leicht renoviert und der Altarraum umgestaltet.

### Bilderhort
In einem Holzgebäude ist der Bilderhort eingerichtet, in dem diverse Votiv-er und andere Bilder aus der 1966 abgebrochenen Bildsteinkapelle von 1883 aufbewahrt werden, darunter ein Gemälde der Seeschlacht von Lepanto, das Eugen Zardetti 1884 schuf.

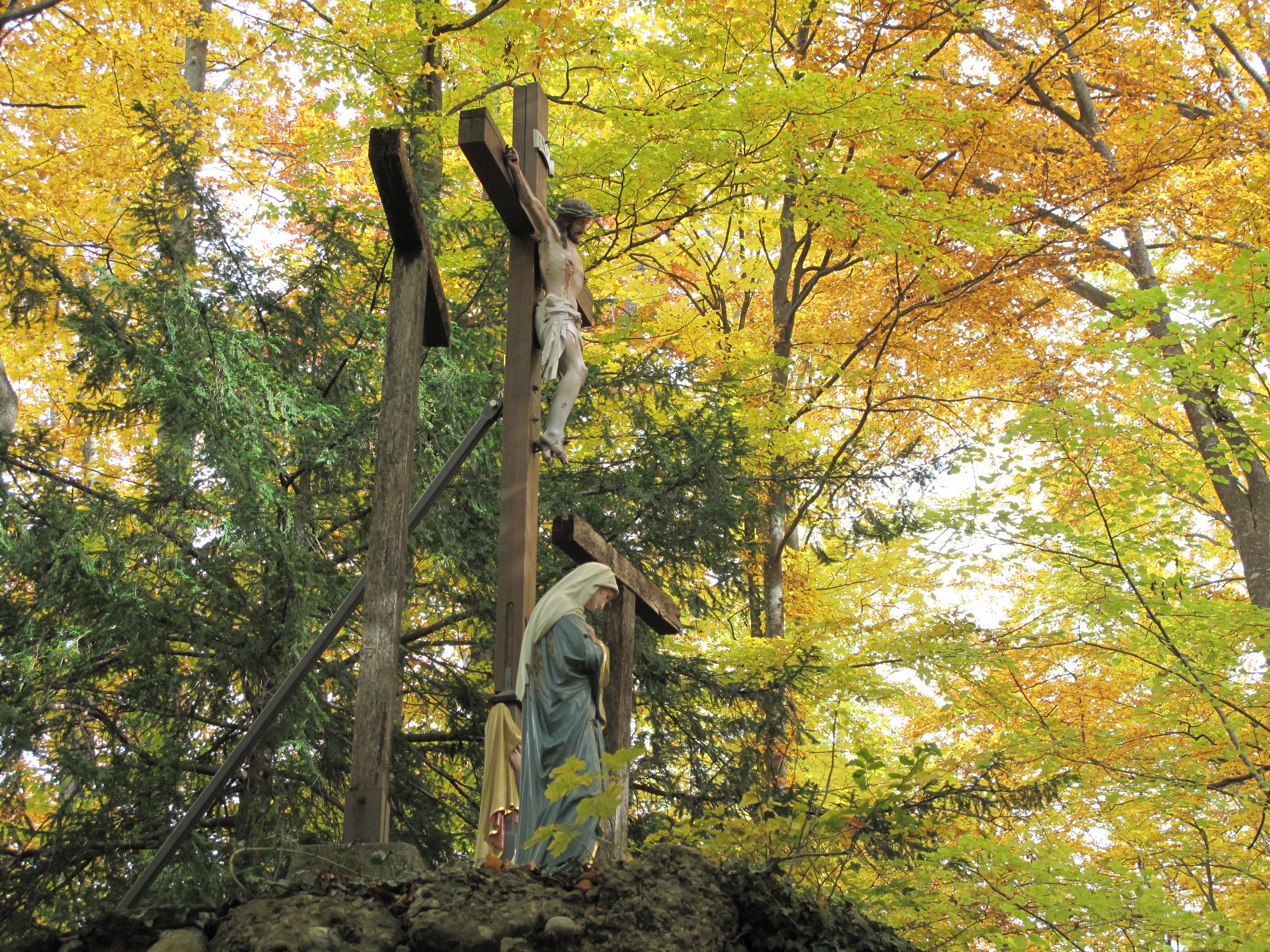
Kreuzigung

### Kreuzweg mit Kalvarienberg
Der in den 1880er Jahren auf Initiative von Johann Anton Hafner  geschaffene Kreuzweg besteht vornehmlich aus Bildstöcken im Neorenaissance-Stil mit plastischen Figuren. Einzelne Stationen sind origineller konzipiert, so die Kreuzigungsgruppe im Stil eines Kalvarienbergs oder die Grablegungsgrotte.

### Kapellen und Grotten
Originell sind die elf Grotten, die teils mit umfangreichem plastischem Figurenprogramm, teils mit Glasmalereien ausgestattet sind. Sie zeigen Szenen aus dem Leben Christi oder sind Heiligen geweiht. Die Maria-Lourdes-Grotte ist bei Wallfahrern besonders beliebt.
Bemerkenswert ist die kleine Meinradskapelle, die vollständig aus Holz erbaut und in die natürlichen Bäume des Waldes integriert wurde. Beim Priesterhaus steht der weitere Magdalenen-Bildstock.

### Infrastruktur
Der Wallfahrtsort wird ständig durch Geistliche betreut, die im Priesterhaus wohnen. Daneben verfügt der Wallfahrtsort über einen eigenen Kiosk, eine WC-Anlage und drei Restaurants im näheren Umkreis.

## Bedeutung
Maria Bildstein ist ein überregional bekannter und beliebter Wallfahrtsort. Darüber hinaus gilt die Ausgestaltung des Ortes aus kunstgeschichtlicher und landschaftsarchitektonischer Sicht als Unikum im gesamten nördlichen Alpenraum. In den Südalpen sind nur die barocken Sacri Monti als vergleichbare Anlagen zu erwähnen. Die Pilgerstätte kann mit ihrer Vielzahl an in die Landschaft eingebetteten Kapellen und Grotten zu den originellsten des 19. Jahrhunderts gezählt werden.

## Galerie

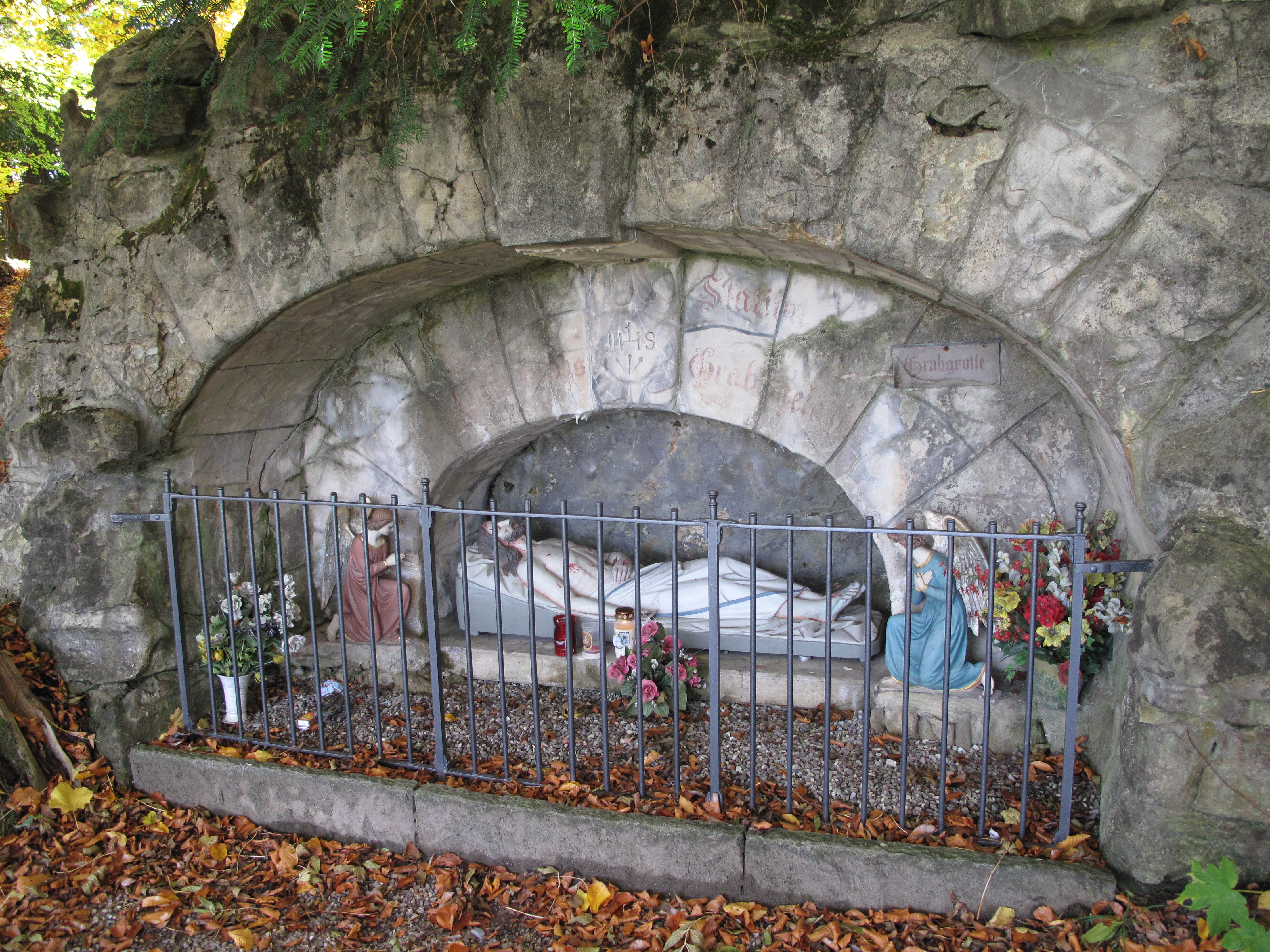
Grabgrotte
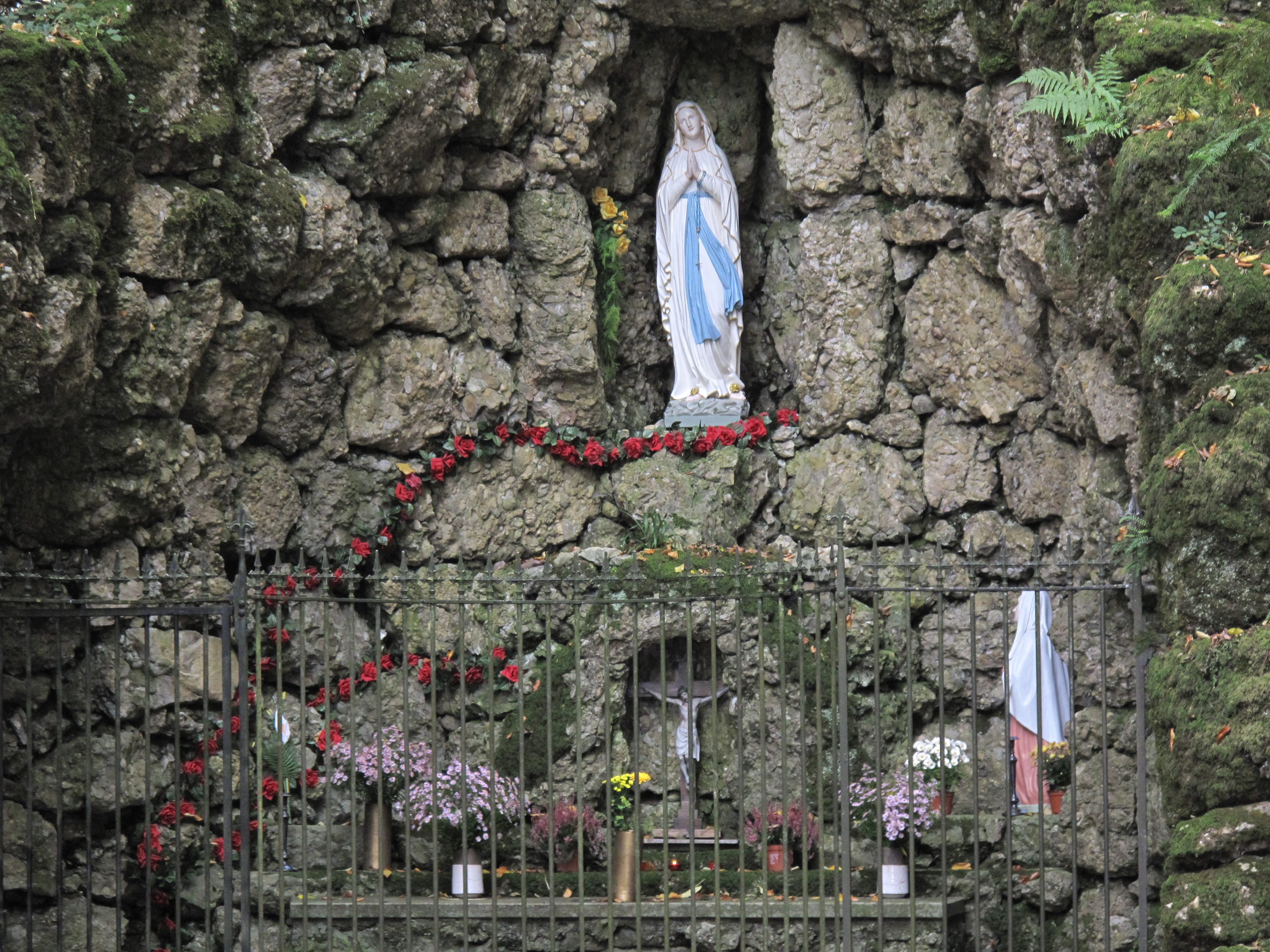
Lourdesgrotte
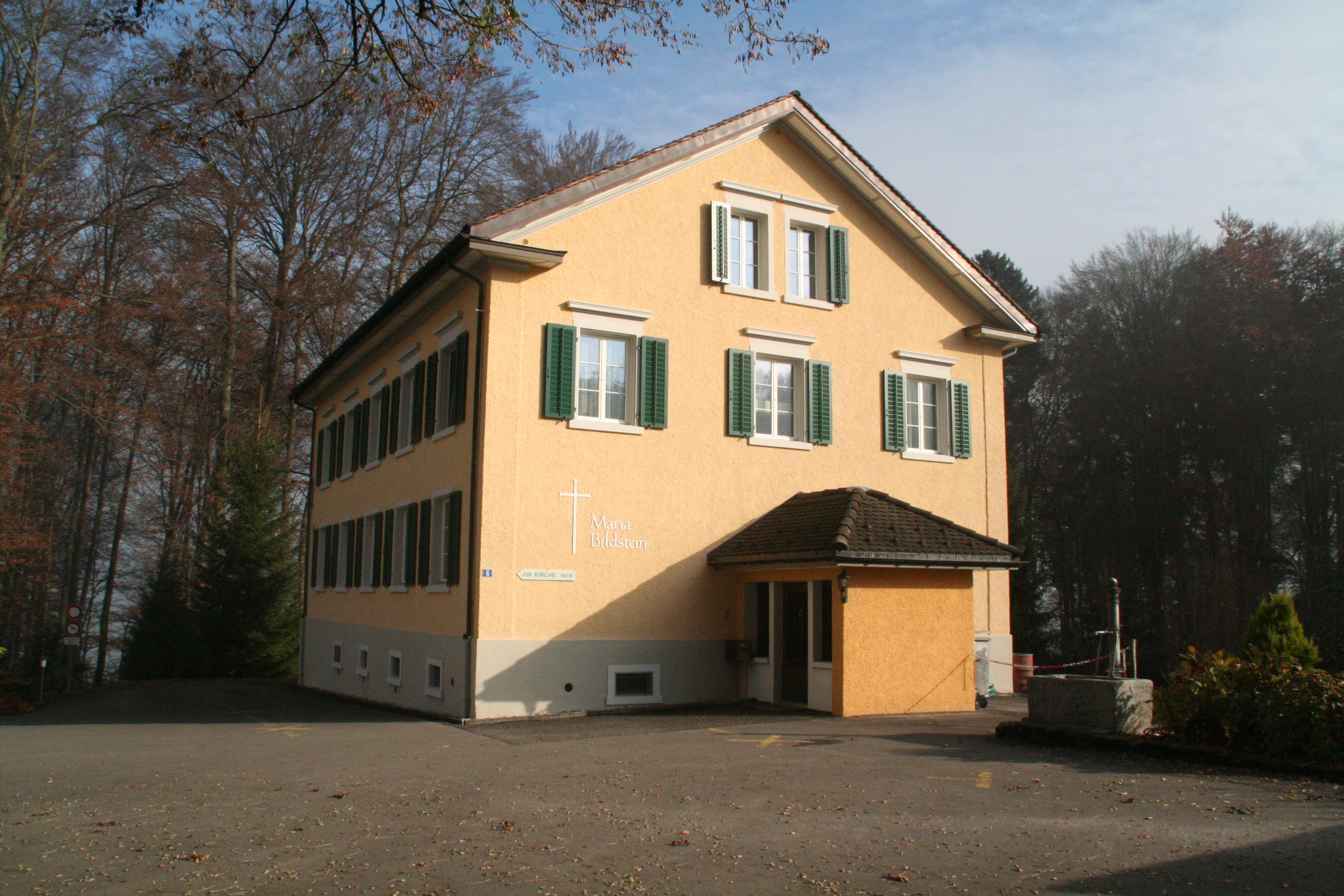
Pfarrhaus
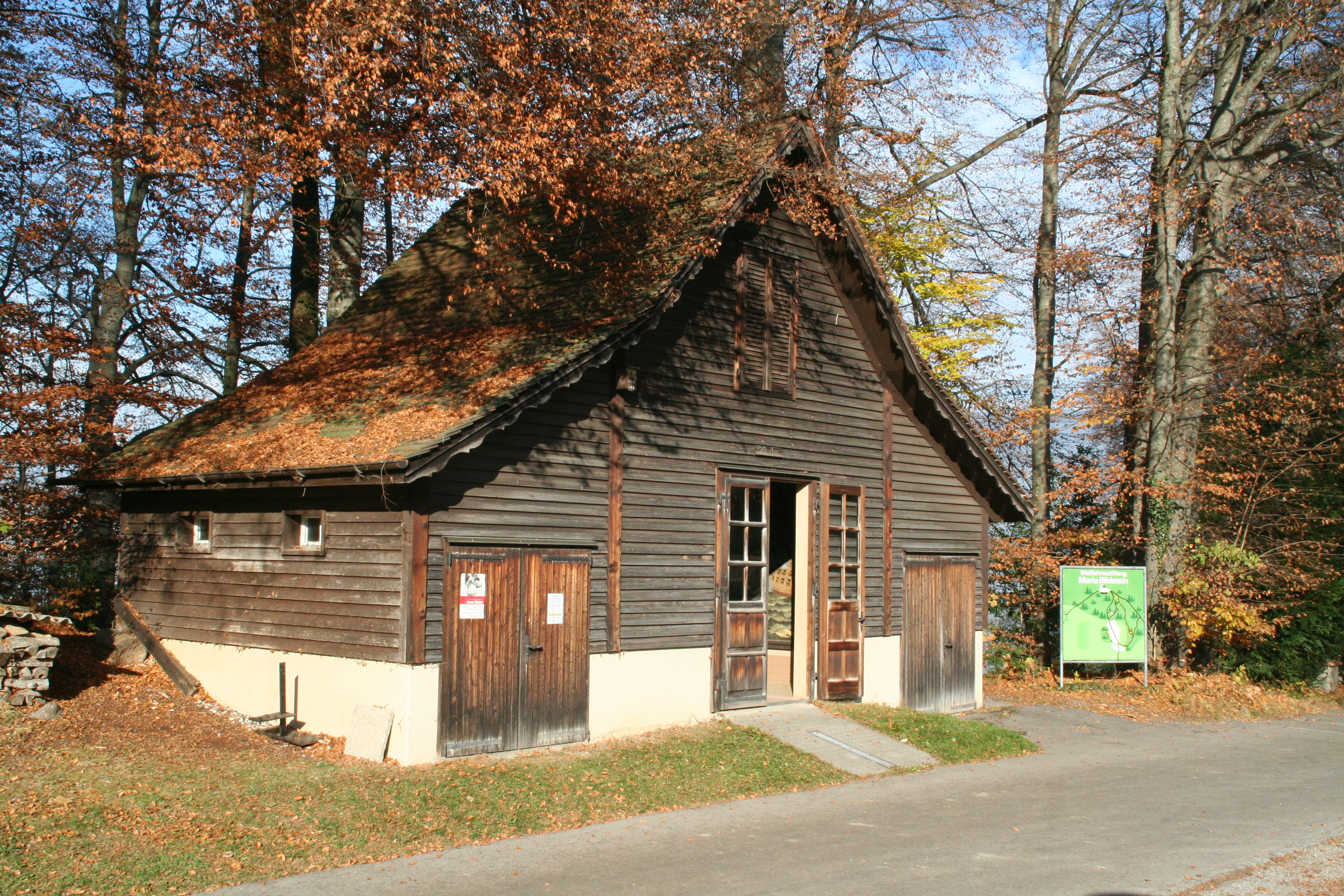
Bilderhort
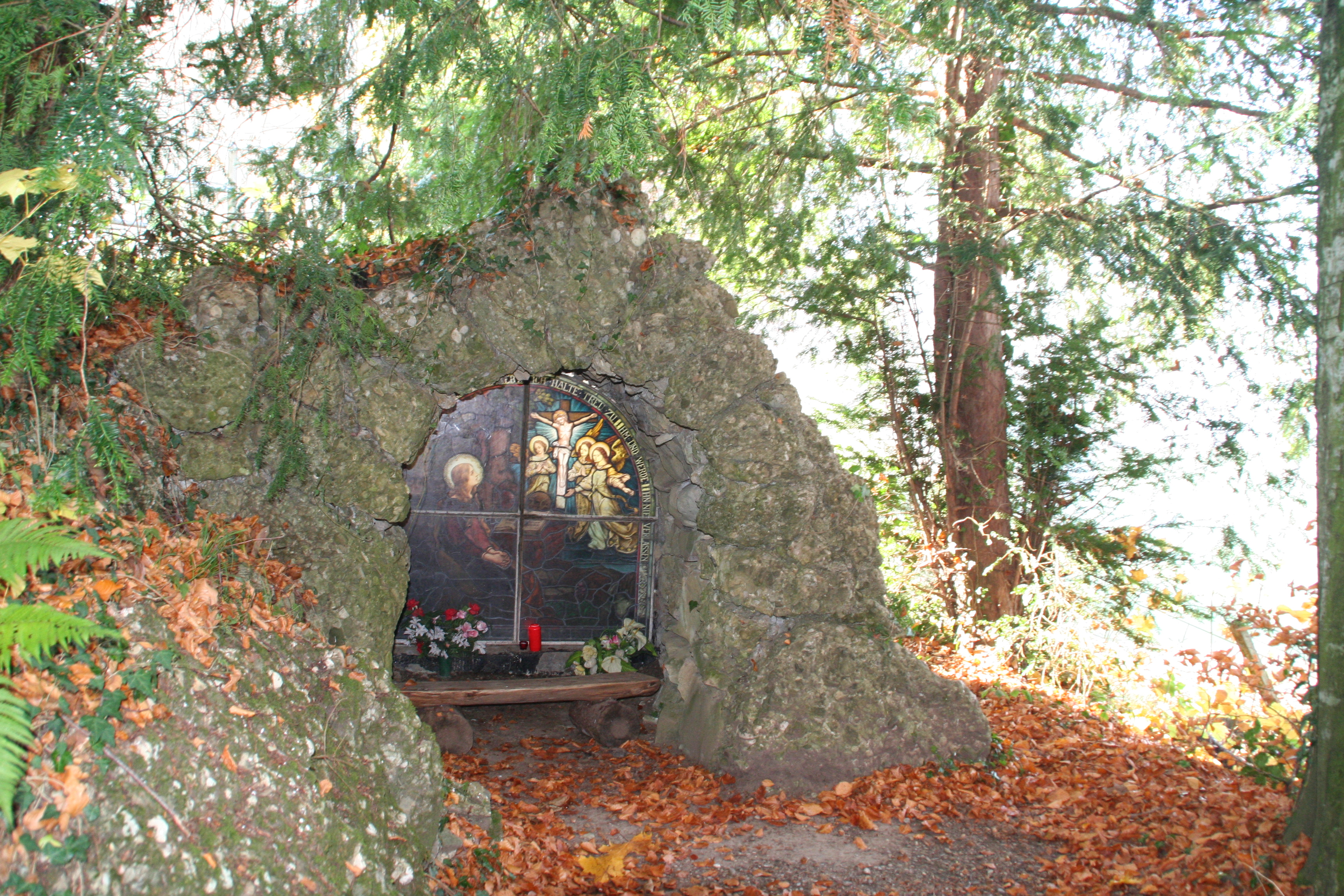
Magdalenengrotte
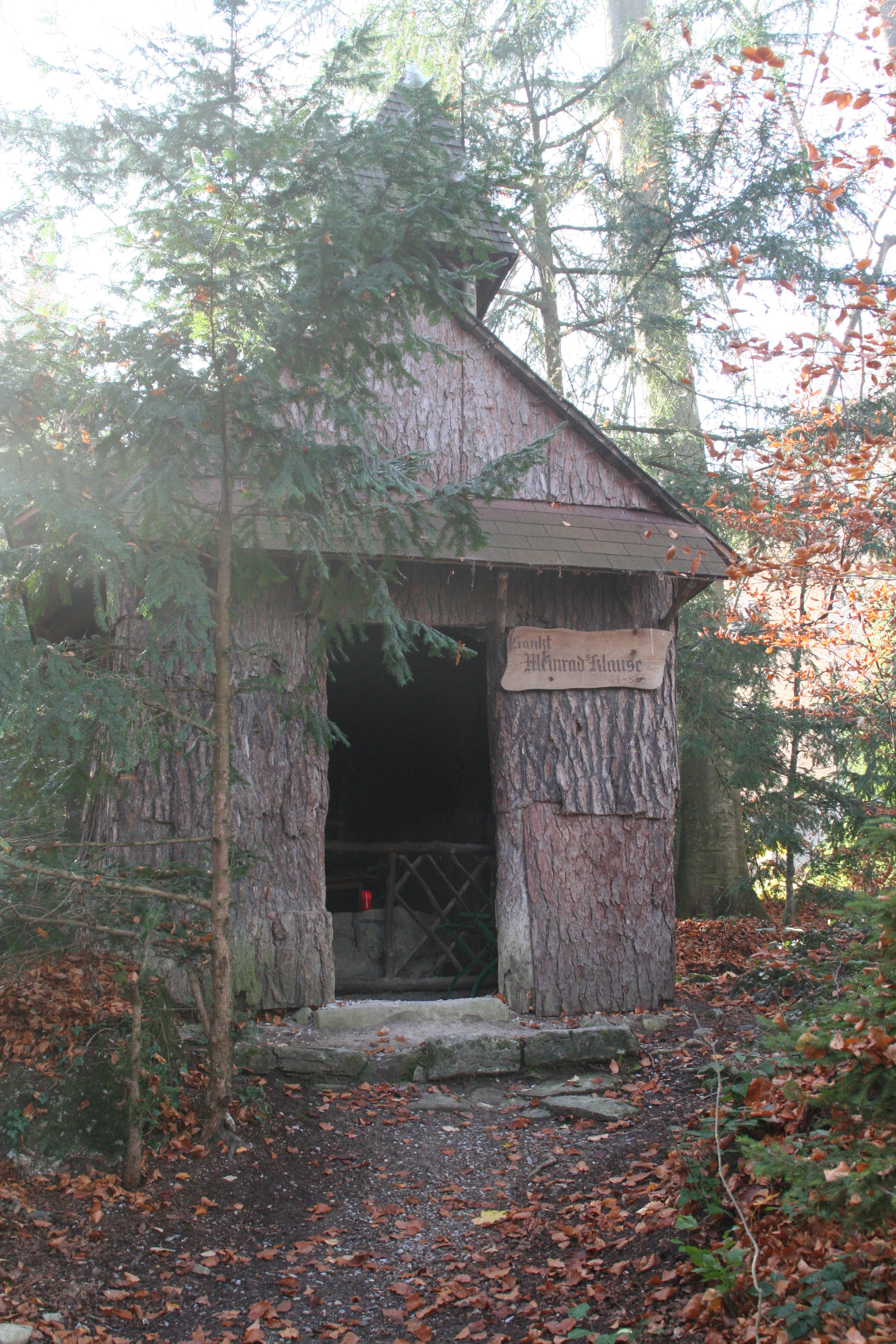
Meinradkapelle
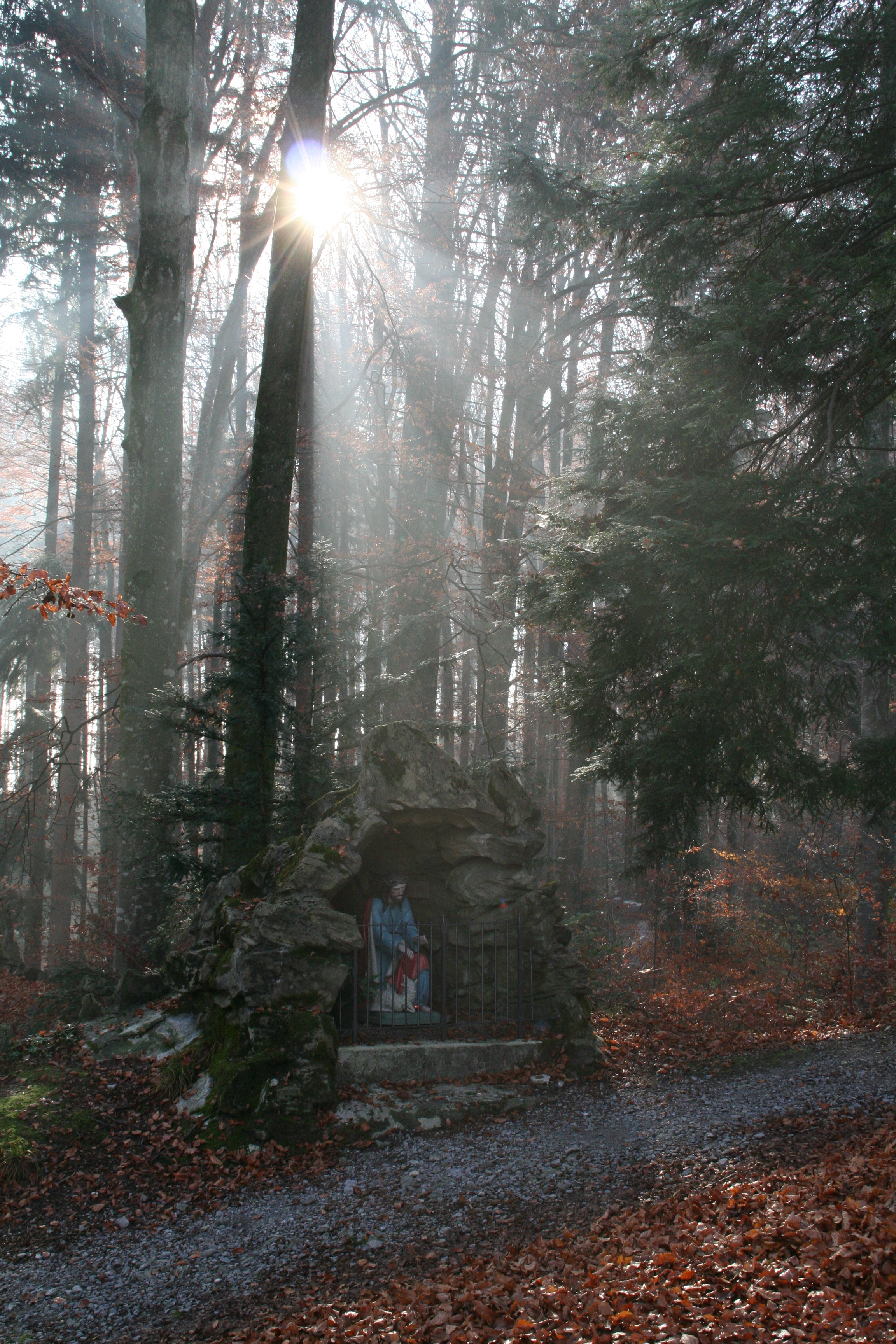
Oelbergsgrotte